# Eumerus parallelus
Eumerus parallelus är en tvåvingeart som beskrevs av Meijere 1908. Eumerus parallelus ingår i släktet månblomflugor, och familjen blomflugor. Inga underarter finns listade i Catalogue of Life.